# Johannes Kaiv
Johannes Kaiv (ur. 8 lipca 1897, zm. 20 listopada 1965) – estoński dyplomata, w latach 1939–1965 ambasador Estonii w Waszyngtonie.
W 1965 wyznaczył Ernsta Jaaksona na swojego następcę.